# Republica Crimeea (stat independent)
Republica Crimeea (în tătară crimeeană Къырым Джумхуриети, Qırım Cumhuriyeti, în rusă Респу́блика Крым, în ucraineană Республіка Крим) este un stat efemer din Europa, majoritar nerecunoscut, care a existat între 11 și 18 martie 2014.
A luat naștere prin proclamarea unilaterală a independență de către consiliul suprem al Republicii autonome Crimeea la data de 11 martie 2014. Secesiunea a avut loc în urma crizei din Crimeea din 2014, consecință directă a manifestațiilor pro-europene din Ucraina care au adus înlăturarea de la putere a președintelui ucrainean Viktor Ianukovici și schimbarea vectorului de orientare a țării.
În urma referendumului care a avut loc pe 16 martie 2014, republica a fost alipită „oficial” la Federația Rusă pe 18 martie, prin semnarea acordului bilateral dintre cele două conduceri.